# فریدهلم ونتزکه
فریدهلم ونتزکه (انگلیسی: Friedhelm Wentzke؛ زادهٔ ۱۳ سپتامبر ۱۹۳۵) قایقران کایاک اهل آلمان بود.